# Benedictus Aretius

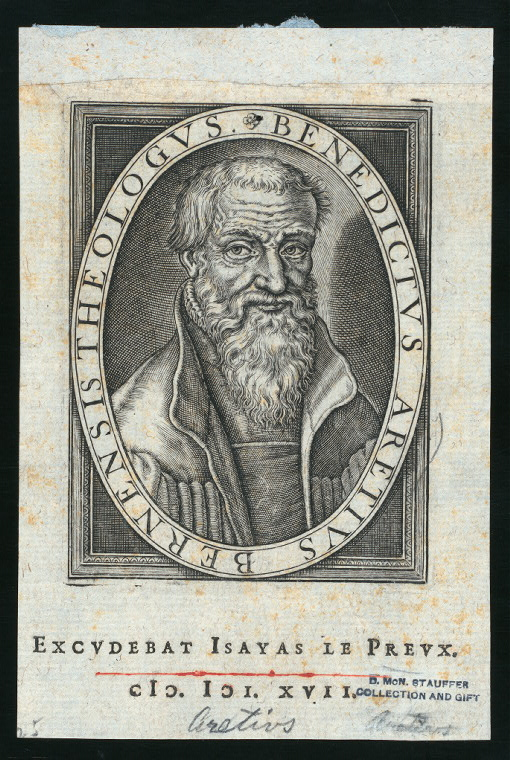
Porträt des Benedictus Aretius

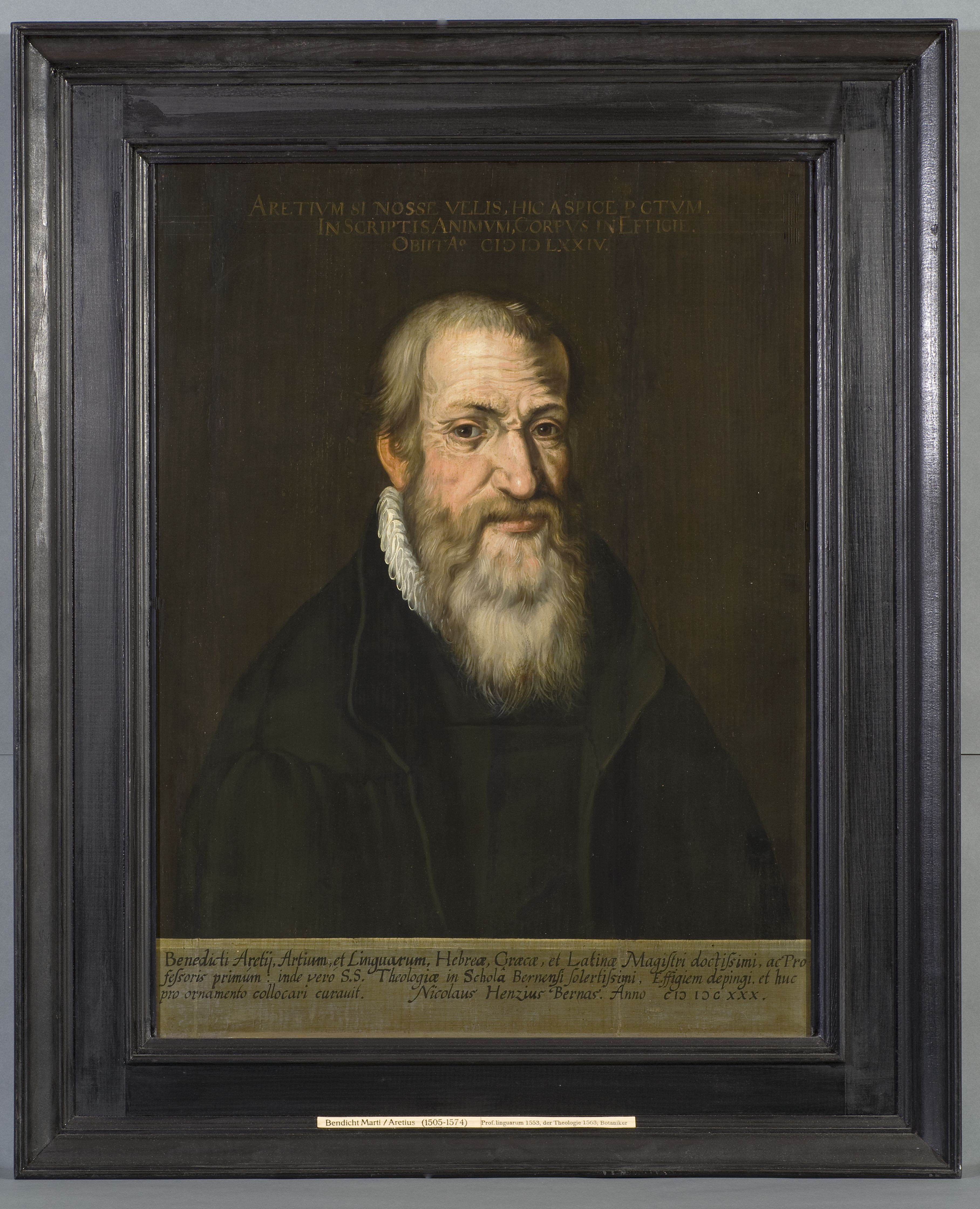
Porträt des Benedictus Aretius, Öl auf Holz (1630)

Benedictus Aretius auch Benedictus Marti (* um 1522 in Bätterkinden; † 22. März 1574 in Bern) war ein Schweizer Theologe, Botaniker, Pädagoge, Geograph und Reformator.

## Leben und Wirken
Aretius wurde als Sohn eines Priesters unter dem Nachnamen Marti geboren und gräzisierte später seinen Namen zum Gelehrtennamen. Zum Studium ging er nach Bern, Strassburg und Marburg, wo er Theologie, Astronomie, Mathematik und Botanik studierte. Studienreisen führten ihn nach Köln und Wittenberg. Er veröffentlichte eigene Studien, gab auch Schriften des Paracelsus heraus und lehrte in Marburg Logik.
1548 wurde er Gymnasiallehrer an der Lateinschule in Bern und 1549 deren Rektor. Von der Hohen Schule in Bern wurde er 1553 zum Professor für Griechisch und Hebräisch berufen, und 1563 trat er die Nachfolge von Wolfgang Musculus als Professor der Theologie an.
Im Auftrag des Berner Rates rechtfertigte er am 10. September 1566 die Hinrichtung von Giovanni Valentino Gentilis, indem er die altchristliche Dreieinigkeitslehre verteidigte. Mit seinen Schriften trat Aretius für den Kirchenfrieden ein und beförderte damit die innerprotestantische Einigung.

## Ehrungen
Nach ihm ist die Pflanzengattung Aretia L. 1753 aus der Familie der Primulaceae benannt worden.

## Werke
- Stocc-Hornii et Nessi descriptio (Beschreibung der Berge Stockhorn und Niesen am Thunersee und der dort vorkommenden Pflanzen). Strassburg 1561.
- Valentini Gentilis justo capiti supplicio Bernae affecti brevis historia et contra ejusdem blasphemias orthodoxa defensio articuli de s. trinitate. Genf 1567.
- Theologiae problemata, h. e. loci communes christianae religionis, brevi methodo explicati. Bern 1573; 2. Auflage Genf 1591.
- Examen theologicum. Lausanne 1572.
- Novum Testamentum commentariis B. A. explanatum. 1580.
- Kommentar über den Pentateuch und Psalter. 1618.